# SC Rapid Köln
Der SC Rapid Köln war ein Sportverein aus Köln. Der SC Rapid ist ein Vorgängerverein von Viktoria Köln. 

## Geschichte
Der SC Rapid entstand am 29. Juli 1949 durch die Fusion des VfR Köln 04 rrh. und des Mülheimer SV 06. Der SC Rapid wurde als Hoffnungsträger gegründet, konnte aber während seines knapp achtjährigen Bestehens die Erwartungen nicht erfüllen. Mit einem sechsten und siebten Platz in den Spielzeiten 1949/50 und 1950/51 konnte sich der Club zunächst im Mittelfeld der zweitklassigen II. Division behaupten. 1951 wurde Rapid zunächst die Lizenz entzogen, der Verein erhielt dann aber doch die Zulassung für die kommende Spielzeit. Als Tabellenletzter folgte 1952 der Abstieg in die Landesliga Mittelrhein.
1954 wurde Rapid mit einem Punkt Vorsprung auf TuRa Bonn Meister der Landesligastaffel 1 und konnte sich in den Endspielen um die Mittelrheinmeisterschaft gegen den SV Baesweiler 09 durchsetzen. In der Aufstiegsrunde zur II. Division waren die Kölner jedoch chancenlos und landeten ohne Punktgewinn hinter dem TSV Hüls und dem VfL Benrath. 
Rapid blieb eine Spitzenmannschaft im mittelrheinischen Oberhaus, konnte aber keine weitere Meisterschaft erringen. Der Verein war Eigentümer des Sportparks Höhenberg. Am 10. Juli 1957 fusionierte der SC Rapid dann mit dem Oberligisten Preußen Dellbrück, der zwar eine ambitionierte Mannschaft, jedoch kein Stadion besaß zum SC Viktoria Köln.

## Persönlichkeiten
- Franz Beermann
- Fritz Breuer
- Herbert Dörner
- Ernst-Günter Habig
- Fritz Tiede